# Berdeniella lucasioides
Berdeniella lucasioides är en tvåvingeart som beskrevs av Salamanna och Sara 1980. Berdeniella lucasioides ingår i släktet Berdeniella och familjen fjärilsmyggor. Inga underarter finns listade i Catalogue of Life.